# Andreas Feininger
Andreas Feininger (27. prosinec 1906, Paříž – 18. únor 1999, New York) byl americký fotograf německého původu.

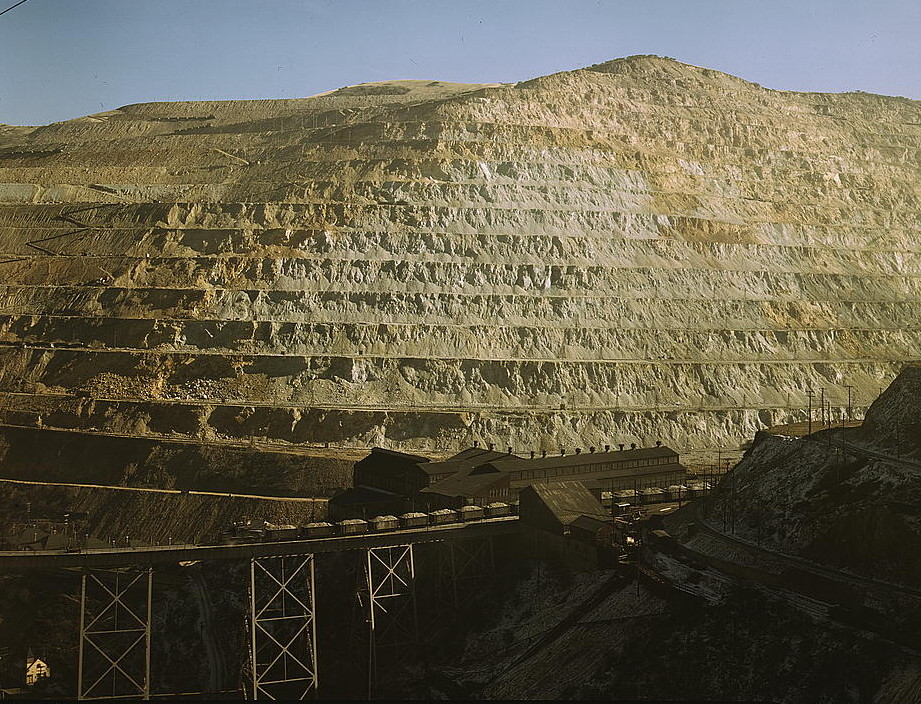
Měděný důl, Bingham Canyon, Utah, 1942

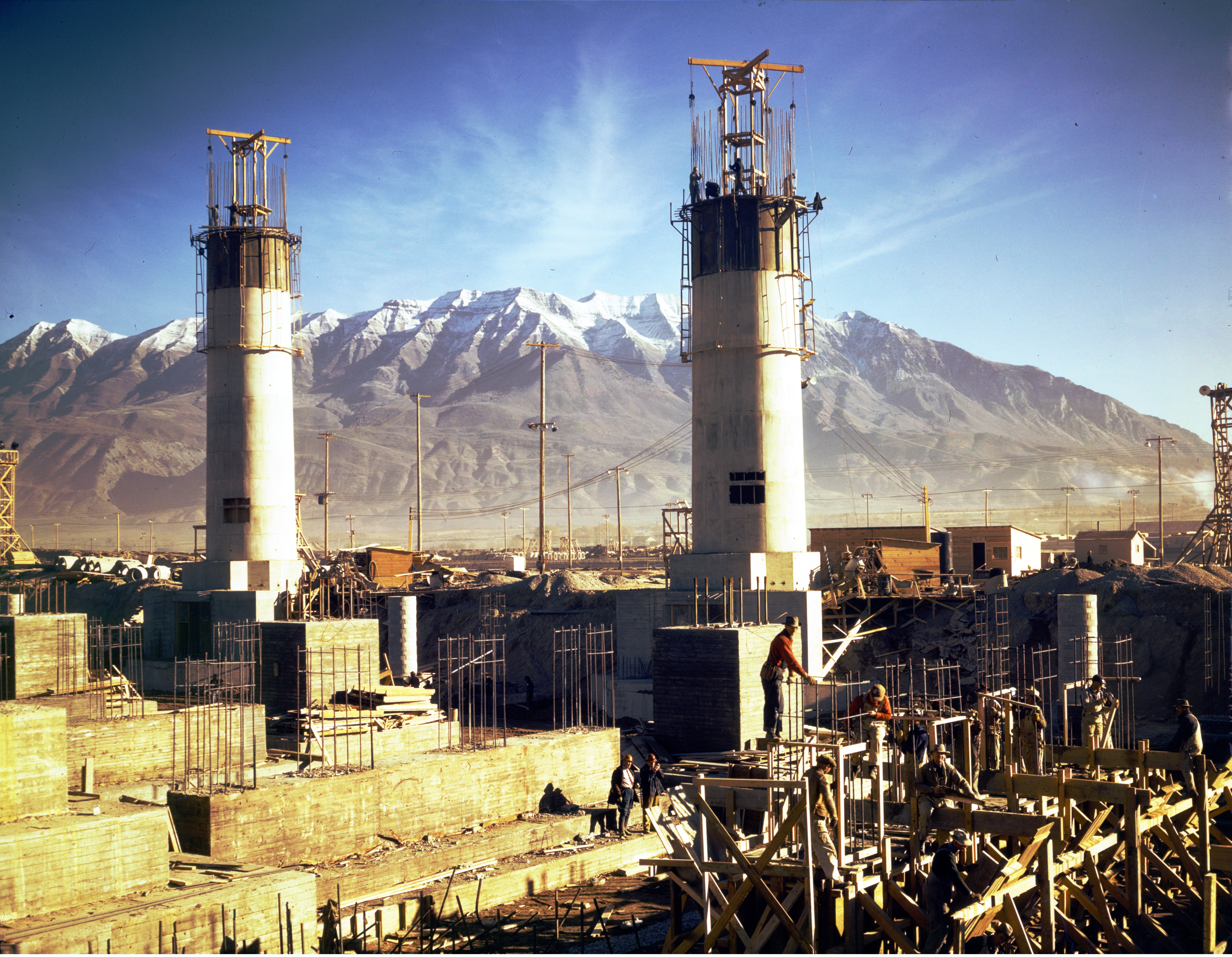
Stavba komínů ocelárny, Geneva, Utah, 1942

## Život
Byl nejstarším synem malíře Lyonela Feiningera. Vyučil se truhlářem na Bauhausu, kde jeho otec působil jako pedagog. Pak studoval architekturu na školách ve Výmaru a v Zerbstu. Studium absolvoval s nejlepším prospěchem. Pracoval jako architekt v Hamburku. Pak nastoupil do ateliéru Le Corbusiera v Paříži. V roce 1933 nedostal ve Francii další pracovní povolení a přestěhoval se do Švédska, kde se také oženil . Nejprve pracoval jako architekt, od roku 1936 se ale věnoval fotografii.
V roce 1939 odešel do Spojených států amerických. V letech 1940–1941 pracoval jako fotožurnalista pro agenturu Black Star, v letech 1941–1942 jako fotograf vládní agentury U.S. Office of War Information (OWI). V roce 1943 se stal fotografem magazínu Life, kde působil až do roku 1962. Pak působil jako svobodný fotograf. V osmdesátých letech přestal fotografovat a věnoval se uspořádání svého díla. V roce 1999 zemřel v New Yorku.

## Dílo
Fotografii se začal zabývat již během studií. Nejprve se věnoval různým speciálním technikám (fotogram, solarizace, basreliéf apod.). Během pobytu ve Švédsku opustil architekturu, kterou vystudoval a začal se živit jako fotograf architektury. Dále se věnoval makrofotografii různých přírodnin.
Po odchodu do USA působil nejprve jako fotožurnalista. Vytvořil mimo jiné řadu fotografií z válečné výroby pro OWI. Jeho vrcholným obdobím je pak doba, kdy působil v magazínu Life. Mezi jeho nejznámější cykly patří fotografie newyorských mrakodrapů a běžného života na ulicích i v předměstských slumech. Pro fotografie architektury používal s oblibou objektivy velmi dlouhých ohnisek. Pro tento účel si vyráběl vlastní fotoaparáty.
Byl rovněž skvělým portrétistou. Patrně nejznámějším jeho dílem tohoto žánru je portrét fotografa Dennise Stocka.
V roce 1955 se zúčastnil výstavy Lidská rodina (Family of Man), kterou v roce 1955 zorganizoval Edward Steichen.
Dále je autorem celé řady fotografických učebnic, z nichž tři vyšly i v Československu a ovlivnily řadu fotografů, kteří vyrůstali v sedmdesátých letech 20. století.

## Ocenění
- V roce 1991 získal cenu Infinity Awards za celoživotní dílo.
- Cena za kulturu Německé fotografické společnosti

## Galerie

Fotografie pro OWI
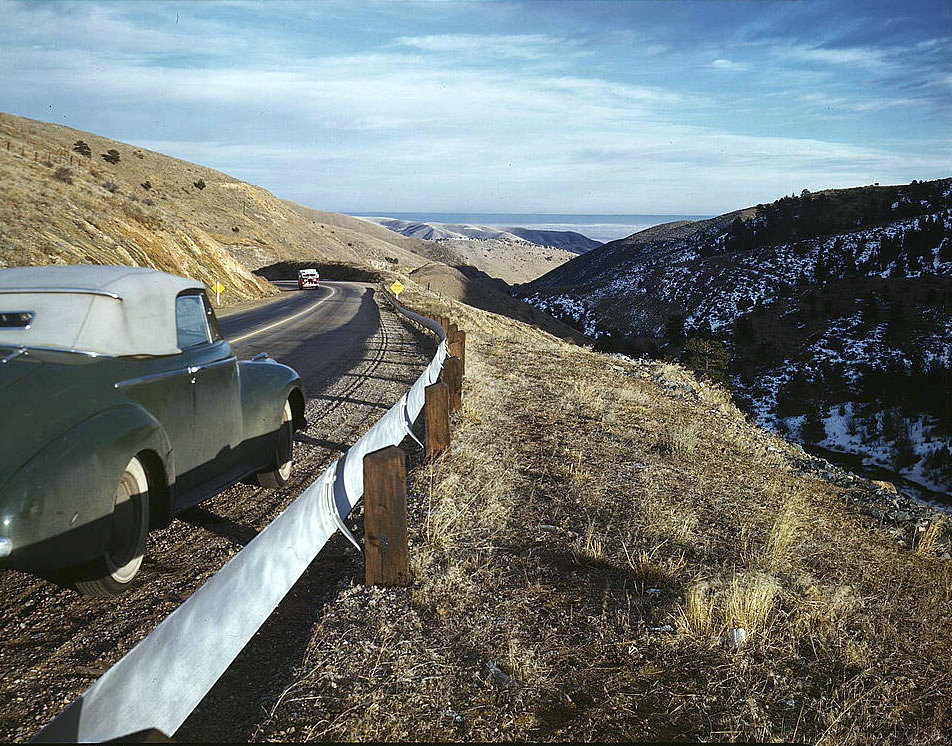
Dálnice US 40, Mount Vernon Canyon, Colorado, 1941
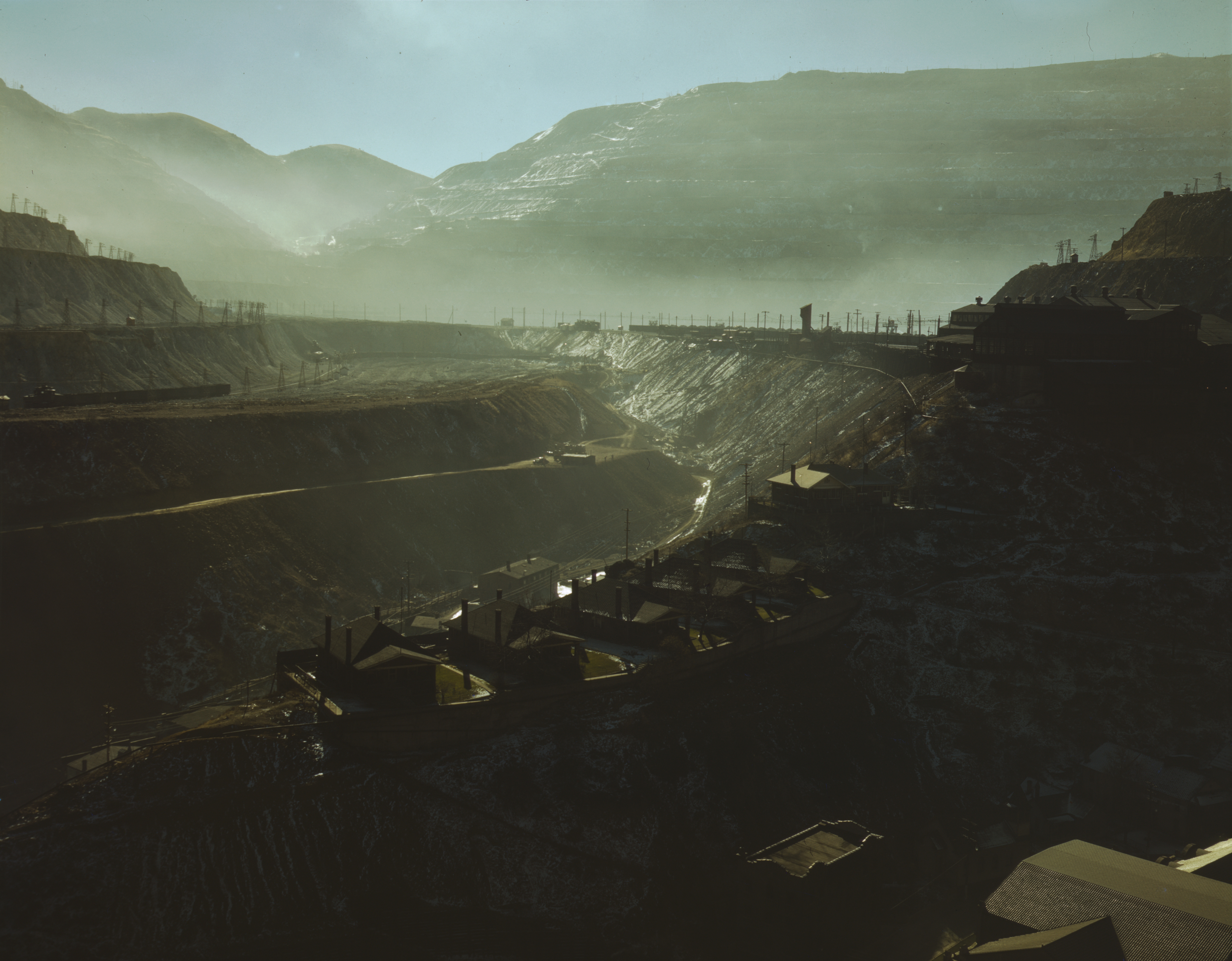
Závod na čištění rudy, Garfield, Utah, 1942
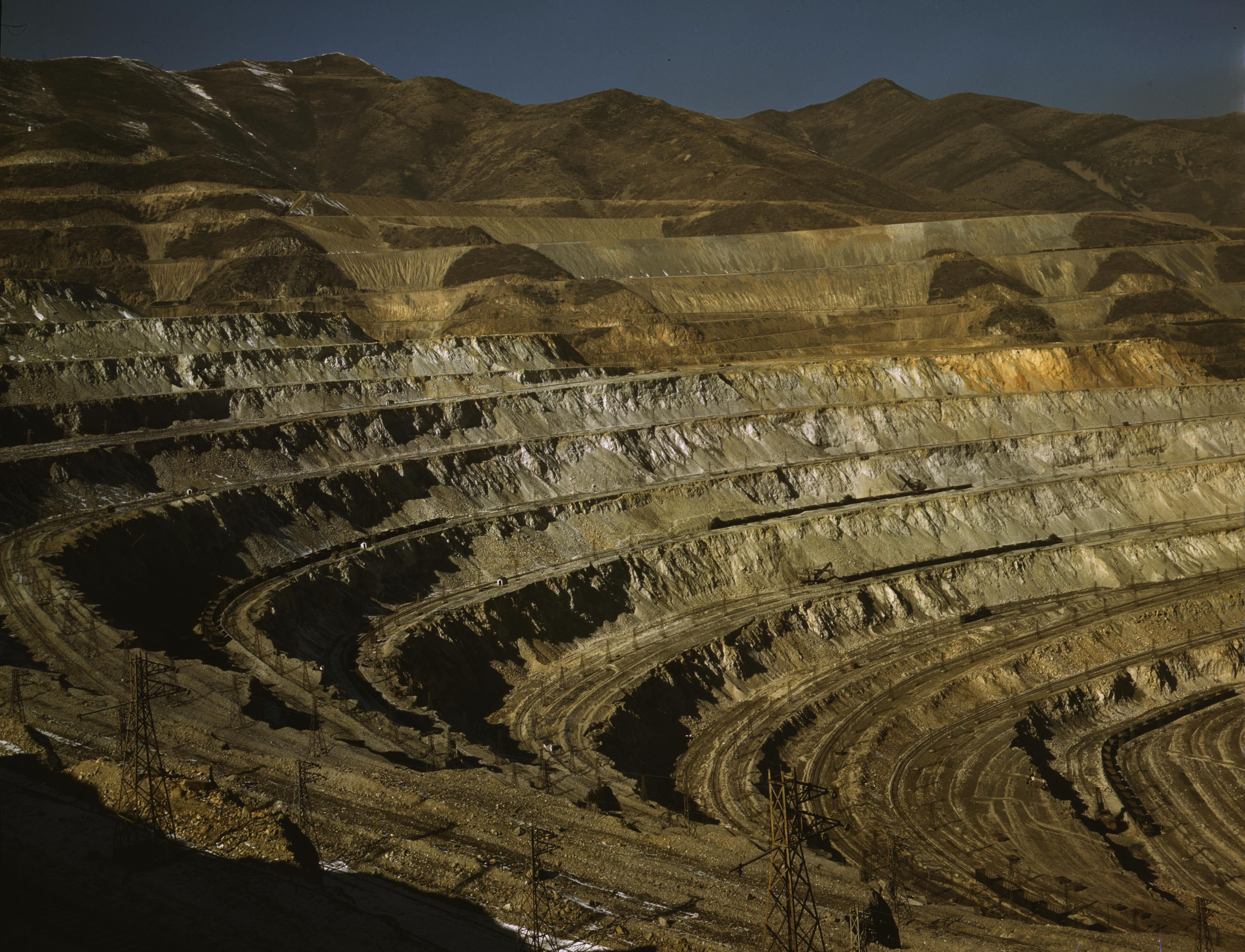
Měděný důl, Bingham Canyon, Utah, 1942
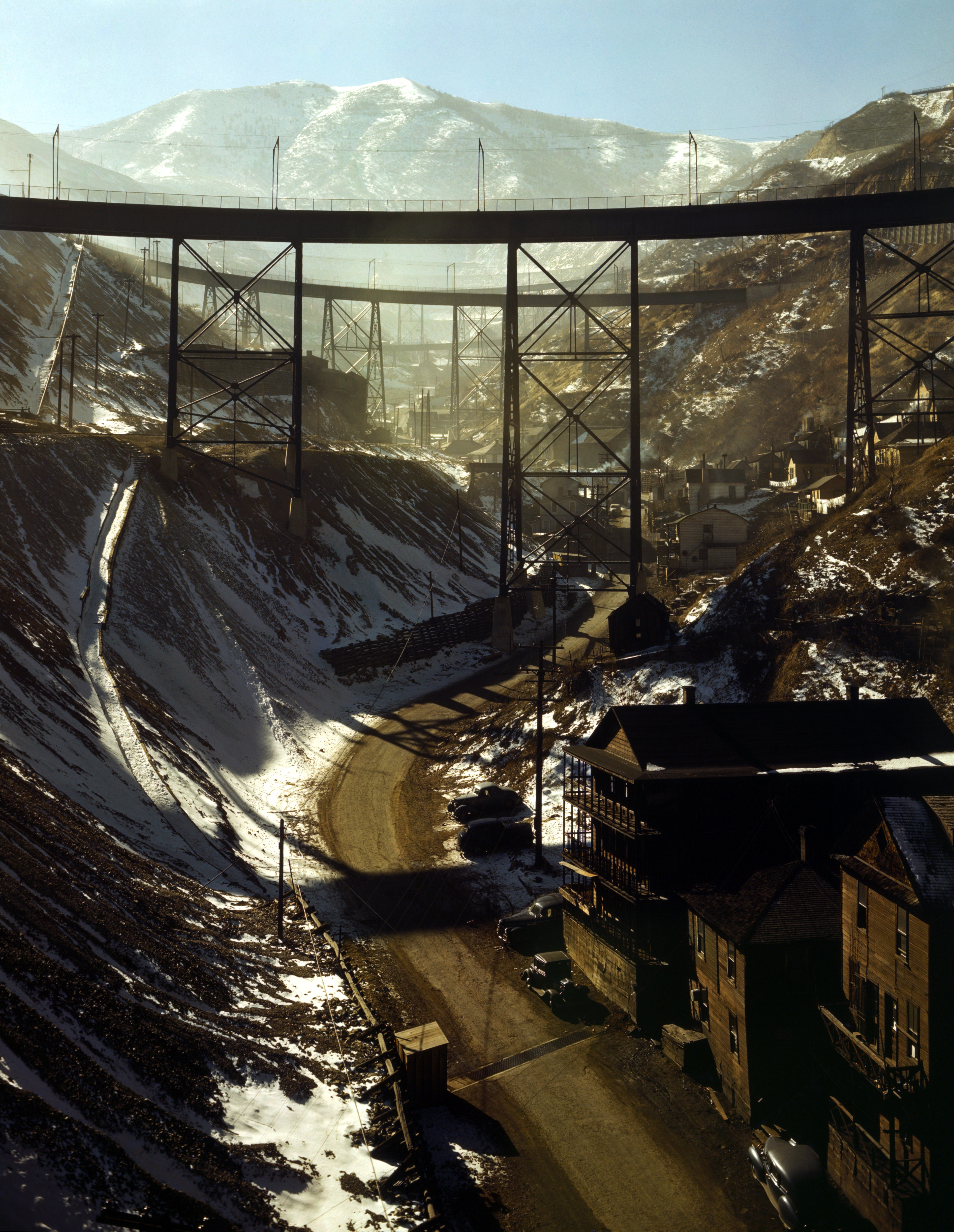
Měděný důl, Bingham Canyon, Utah, 1942

## Publikace
- Škola moderní fotografie, překlad Jiří Bělovský, Praha : Orbis, 1971
- Vysoká škola fotografie, překlad Jiří Bělovský, Praha : Orbis, 1968
- Lidé před aparátem : učebnice moderního portretování, překlad F. Oupický, Praha : E. Beaufort, 1938